# Sant Agustí de Cervera
Sant Agustí de Cervera és una església amb elements neoclàssics i historicistes de Cervera (Segarra) inclosa a l'Inventari del Patrimoni Arquitectònic de Catalunya.

## Descripció

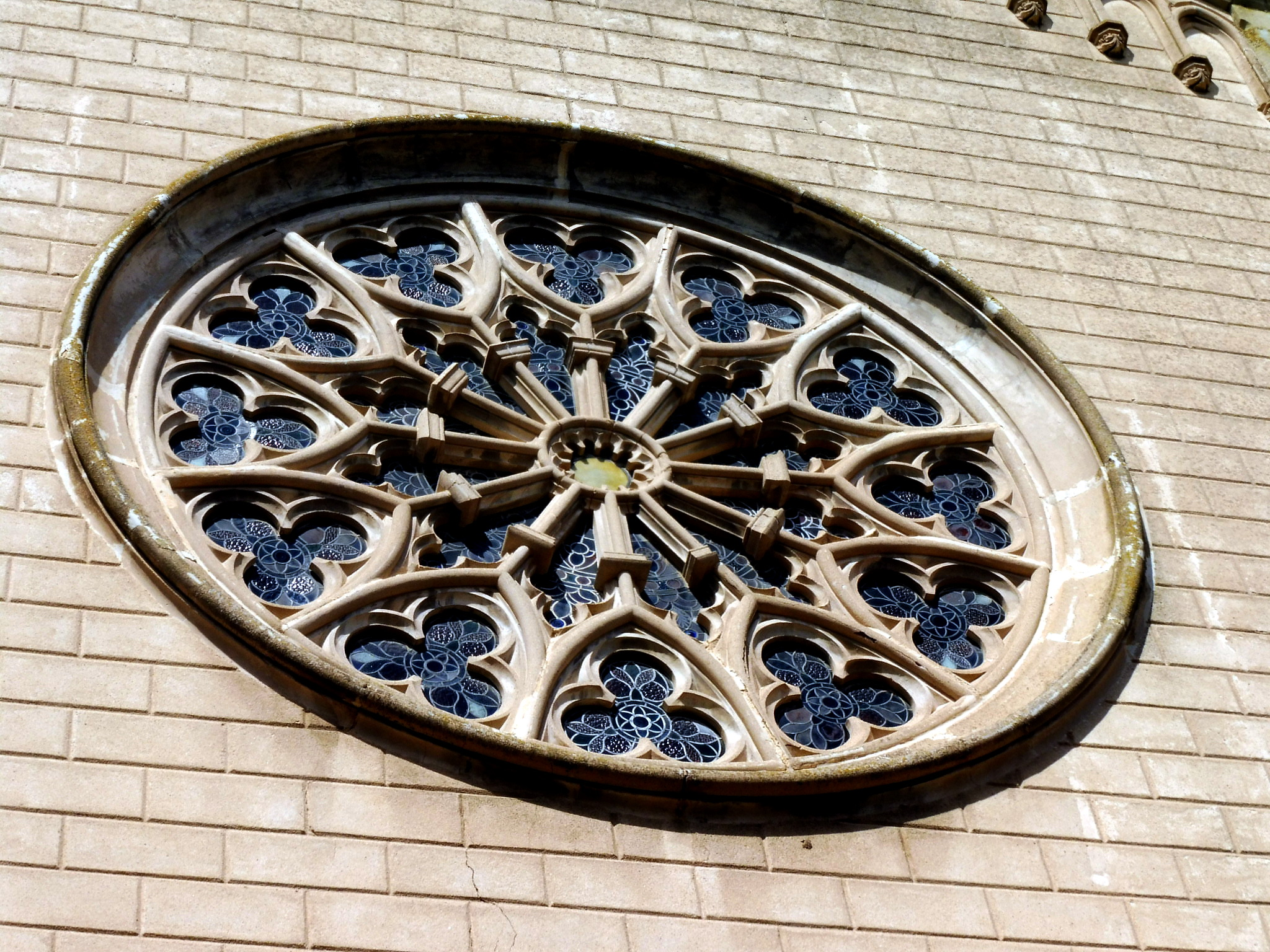
Detall de l'ócul

Església d'una sola nau, realitzada amb pedra, carreus i paredat. Suports amb contraforts interiors amb columnes adossades. Arcs apuntats dovellats. Interior amb volta de canó amb llunetes. Té cinc tram, amb el cor als peus. A la façana hi ha campanes a ambdós costats, i portada de quatre arcs apuntats i un capitell zoomòrfic.

## Història
Antic convent d'agustinians, que fou creat l'any 1392, prova d'un relatiu despoblament, ja que s'edificaven en indrets poc habitats. Es va poder crear gràcies a uns deixa testamentària del mercader Ramon Serra (sepulcre a l'església de Santa Maria).